# Cento anni d'amore
Cento anni d'amore è un film del 1954 diretto da Lionello De Felice
Il film si sviluppa in sei episodi su altrettanti aspetti dell'amore, nel tempo che va dall'Unità d'Italia all'inizio degli anni cinquanta; di questi episodi tre (Pendolin, Nozze d'oro ed Amore 1954) sono di registro comico mentre gli altri tre (Garibaldina, Purificazione e Gli ultimi dieci minuti) hanno invece un'impronta drammatica.

## Episodi

### Garibaldina

Irene Galter e Franco Interlenghi

1867, durante la battaglia di Monterotondo, due camicie rosse si installano di vedetta nella canonica di don Pietro, parroco del paese, visceralmente anti garibaldino. La nipote Maria, diciassettenne, nutre invece una inconfessata e romantica passione per Garibaldi. Quando il più giovane dei due garibaldini, un lombardo figlio di un caduto di Calatafimi, si ferisce gravemente e viene curato dal veterinario locale, Maria lo accudisce teneramente e tra i due giovani nasce l'amore, tanto che Rico chiede a don Pietro di poter sposare Maria. Così quando le truppe papaline riconquistano Monterotondo, il parroco, per affetto verso Maria e nonostante le sue idee, metterà in salvo i due garibaldini indicando loro un passaggio segreto.

### Pendolin

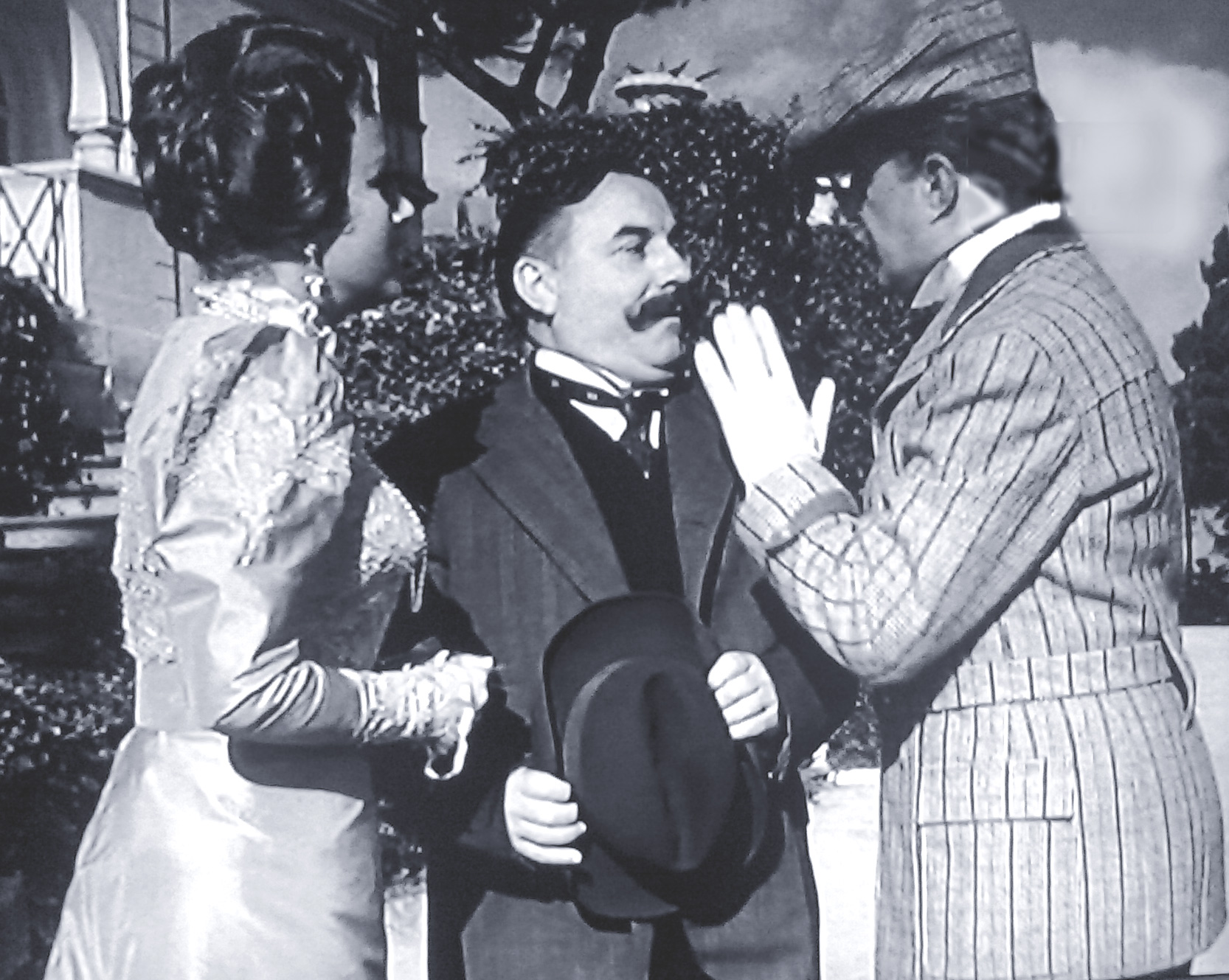
Nadia Gray, Carlo Campanini e Vittorio De Sica

Roma, 1895. Il duca Del Bagno, gran dongiovanni, ha affittato sotto falso nome un appartamento per incontrarsi clandestinamente con la sua amante, Muriella, la quale, saputo che il duca sta corteggiando un'altra donna, si reca da lui per fargli una scenata. Al termine di questo incontro, Muriella perde il biglietto di una lotteria di beneficenza alla quale avrebbe dovuto partecipare. Il tagliando viene ritrovato dal portinaio Pendolin, solerte ed integerrimo ex sergente dell'esercito piemontese, che si mette alla ricerca della donna per restituire il biglietto. In questo modo mette in moto una serie di eventi che rischiano di rivelare all'ignaro marito la relazione di Muriella. Alla fine, proprio quando sembra che i due amanti stiano per essere scoperti, il duca riuscirà a far trasferire Pendolin lontano ed in campagna, salvando così la reputazione di Muriella, e i due potranno riprendere la relazione.

### Purificazione
1917. Durante la Grande Guerra, il soldato Vincenzo, dopo un breve periodo di licenza si reca a casa di Ester per consegnare una lettera d'amore scritta dal tenente Serpari, di cui lui era l'attendente, che è caduto valorosamente nel tentativo di salvare un soldato ferito. Vincenzo parla prima con la zia di Ester, poi con una vicina ed infine con la stessa Ester e si rende conto che la realtà non è quella sognata dal tenente perché la donna si fa mantenere da un riccone, conduce una vita dissoluta e si ricorda a malapena dell'ufficiale, le cui lettere ha regolarmente bruciato.  Vincenzo capisce che quella donna non è degna della passione che li tenente nutriva verso di lei e decide allora di non consegnare l'ultima lettera d'amore di Serpari. Poi torna al fronte.

### Nozze d'oro

Rina Morelli ed Ernesto Almirante

1938. Due anziani coniugi italiani, che hanno sempre vissuto in Svizzera sin da quando cinquant'anni prima si erano sposati, tornano a Milano dove avevano trascorso la loro luna di miele.  Ma la città che trovano, travolta dalla retorica del fascismo, non è più quella dei loro nostalgici ricordi. Già al confine vengono redarguiti per il fatto di non risiedere in Italia, poi alla stazione incappano in una cerimonia e sono spintonati. Tentano di raggiungere l'albergo del loro viaggio di nozze, ma la città è bloccata da una chiassosa manifestazione di regime. Hanno uno scontro verbale con un gerarca e per questo sono fermati e condotti ad un Commissariato di P.S. dove solo grazie alla comprensione di un disincantato dirigente vengono rilasciati.  E quando alla fine scoprono che il “loro” albergo è stato demolito, decidono di tornarsene subito in Svizzera.

### Gli ultimi dieci minuti

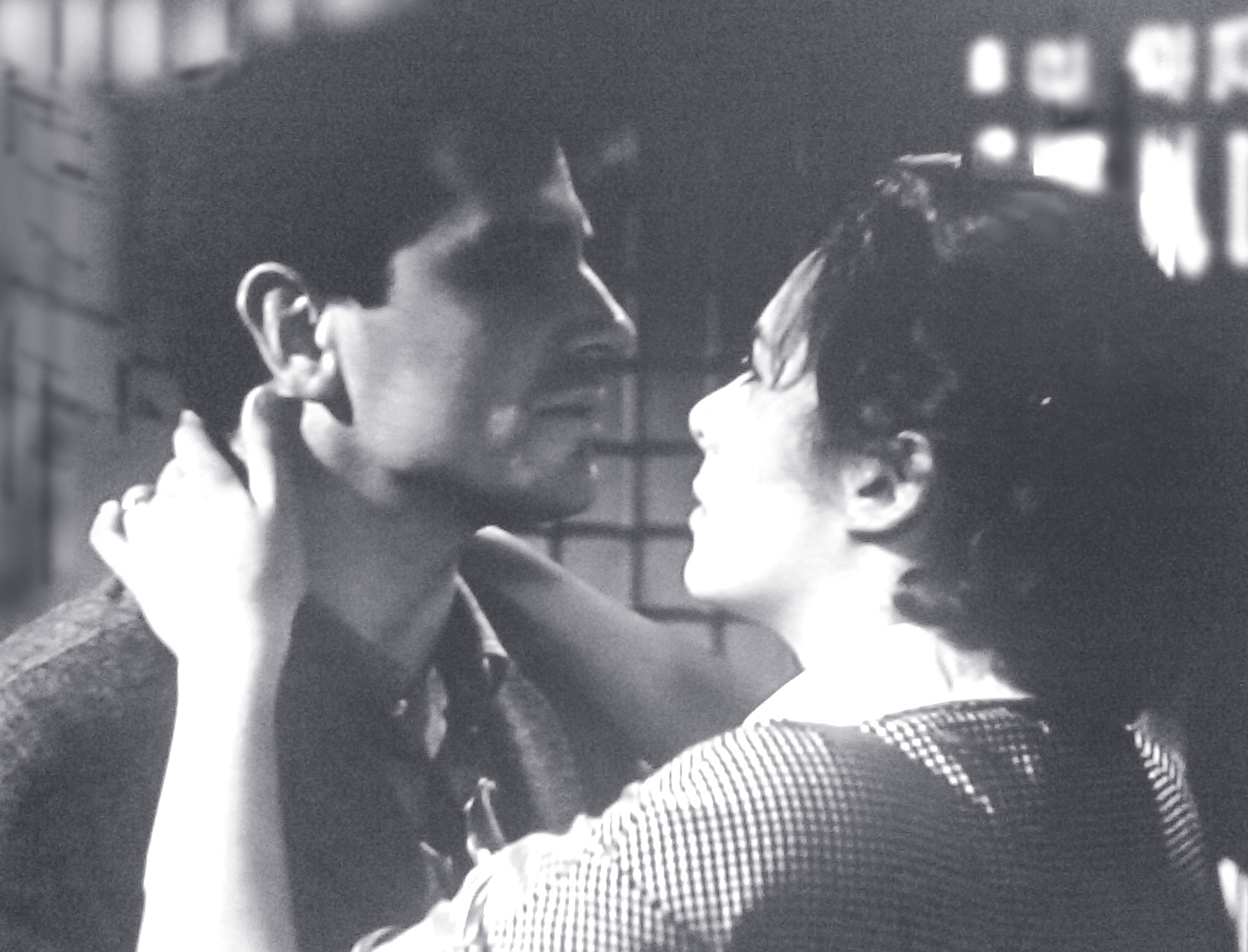
Gabriele Ferzetti e Myriam Bru

1944. Carlo è un partigiano che è stato condannato a morte. Poco prima dell'esecuzione, i suoi carcerieri consentono a sua moglie Anna di incontrarlo per l'ultima volta.
Lei cerca di indurlo a rivelare i nomi dei suoi compagni, il che gli salverebbe la vita. Carlo si rende conto che quell'ultima visita gli è stata concessa proprio nella speranza che la commozione alla vista della moglie lo induca a cedere e dire quanto sa.
Ma, nonostante le disperate implorazioni di Anna, che gli ricorda i figli, Carlo rifiuta questa possibilità e va così incontro alla morte per tener fede al suo ideale.

### Amore 1954

Jacques Sernas, Maurice Chevalier e Alba Arnova

1954. Lucia vuole divorziare da Roberto, suo marito. Massimo, il padre della giovane, non è d'accordo con questa decisione, ma è anche consapevole che ogni suo intervento di dissuasione sarebbe respinto. Pensa quindi ad una strategia alternativa ed organizza all'insaputa di figlia e genero una festa "di separazione", alla quale invita anche gli amanti dei due coniugi, tra cui l'americana Margaret, nuova “fiamma” di Roberto. La festa è una sorpresa che indispettisce la coppia, soprattutto quando gli ospiti sono invitati a riprendersi tutti i doni di nozze che avevano fatto a suo tempo. Ma col passare del tempo essi sembrano ritrovare l'affetto che li univa ed alla fine i due decideranno di non separarsi più. Margaret si consolerà diventando l'amante proprio di Massimo.

## Produzione
Il film fu girato dal settembre al dicembre del 1953 negli stabilimenti di Cinecittà. Al film presero parte molti attori di grande popolarità e numerosi sceneggiatori, i quali, nei titoli di testa, vengono accreditati in modo cumulativo, senza indicare a quale degli episodi hanno lavorato. Ogni episodio è legato ad un particolare periodo della storia italiana, così da ripercorrerne idealmente quasi un secolo. Nei titoli di testa non sono riportate notizie relative al doppiaggio degli attori stranieri.
Era inizialmente previsto anche un settimo episodio, Lisa, tratto da un racconto di Carlo Dossi, ma il regista decise poi di scartarlo per evitare un'eccessiva lunghezza alla pellicola.

## Distribuzione

La promozione del film metteva in risalto la presenza di molti popolari attori ed attrici del tempo

Il film venne distribuito nel circuito cinematografico italiano il 25 febbraio del 1954.
Venne in seguito distribuito anche in Francia, il 25 gennaio del 1956, con il titolo Un siècle d'amour.

## Esito commerciale
Nonostante la presenza nel cast di una nutrita serie di attori ed attrici molto noti e popolari in quel periodo, Cento anni d'amore non ebbe una grande accoglienza da parte del pubblico e gli incassi non furono molto elevati, fermandosi a circa 237 milioni di lire dell'epoca.  Sulla base di tale risultato, il film non riuscì a classificarsi tra le pellicole di maggior incasso, tra i 145 film di produzione italiana usciti nel 1954, anche se fece molto meglio del quasi contemporaneo L'amore in città, anch'esso film ad episodi, assistito dalle regie di nomi blasonati quali Fellini, Antonioni o Lattuada, che incassò soltanto 128 milioni.

## Critica
Anche la critica espresse scarso entusiasmo e perplessità. «Nel film - ha scritto il Corriere della Sera -  c'è qualche pagina di garbo, il tono è spesso quello giusto, ma la ridondanza verbale gli fa danno. C'é qualcosa di dilettantesco nella sua ricerca di raffinatezza esteriore. L'episodio dannunziano e quello di Rocca (Purificazione  - ndr) sono meglio equilibrati. Ma vorremmo che il regista De Felice comprovasse meglio, in un'altra occasione, la sua vocazione».
Ad analoga conclusione giunge anche Cinema, che, dopo aver ricordato che Cento anni d'amore, rientra nel filone dei film ad episodi inaugurato nel 1952 da Blasetti con Altri tempi, definisce il film un «Molto rumore per nulla. Si sono mobilitati decine di attori, di cui parecchi di prestigio, una coorte di sceneggiatori, ed una schiera di altri collaboratori degni di stima per ottenere un risultato che definire diseguale sarebbe troppo generoso. Ancora una volta si tratta di un film casuale, che allinea pretesti attinti, senza troppa finezza, da una letteratura di secondo o terzo piano. Il De Felice aveva palesato un certo possesso del mestiere. Sarebbe ora che si cercasse migliori occasioni per affinarlo».
Meno critica fu la valutazione de La Stampa secondo cui «episodio per episodio il film risponde quasi sempre bene ed è non solo accurato, ma sostenuto, fervido, e la mente si compiace a sbloccarlo ed a ripassarlo in tutti i suoi pezzi, meno forse l'ultimo che sotto la superficie elegante, è alquanto volgaruccio», mentre, secondo La rivista del cinematografo «il materiale narrativo che costituisce lo spunto del film avrebbe potuto offrire ben più felice occasione ad un autore di autentico talento [ma] De Felice si è limitato a sfruttare le più facili suggestioni. Ne è risultato un film corretto ed a tratti piacevole, ma anonimo sotto il profilo stilistico».